# Narayanpet
Narayanpet es un pueblo y  nagar Panchayat situada en el distrito de Narayanpet en el estado de Telangana (India). Su población es de 41752 habitantes (2011). Se encuentra a 167 km de Hyderabad, la capital del estado.

## Demografía
Según el censo de 2011 la población de Narayanpet era de 41752 habitantes, de los cuales 20697 eran hombres y 21055 eran mujeres. Narayanpett iene una tasa media de alfabetización del 72,18%, superior a la media estatal del 67,02%: la alfabetización masculina es del 80,47%, y la alfabetización femenina del 64,18%.